# Пам'ятки історії Старокостянтинівського району
У Старокостянтинівському районі Хмельницької області згідно з даними управління культури, туризму і курортів Хмельницької облдержадміністрації перебуває 66 пам'яток історії. Усі 66 пам'яток покликані увічнити пам'ять загиблих у радянсько-німецькій війні.
| № пп | Охорон. номер | Найменування                                                                                         | Місцезнаходження     | Рік встановлення   | Автор           |
| ---- | ------------- | --- | -------------------- | ------------------ | --------------- |
| 1    | 1108          | Братська могила жертв фашизму                                                                        | с. Андронівка        | 1961               | місцеві майстри |
| 2    | 1129          | Пам'ятний знак на честь воїнів-односельчан                                                           | с. Берегелі          | 1967               | місцеві майстри |
| 3    | 2053          | Пам'ятний знак на честь воїнів-односельчан                                                           | с. Березне           | 1974               | Львівська КСФ   |
| 4    | 1107          | Пам'ятний знак на честь воїнів-односельчан                                                           | с. Бутівці           | 1972               | Львівська КСФ   |
| 5    | 1130          | Пам'ятний знак на честь воїнів-односельчан                                                           | с. Великий Чернятин  | 1959               | місцеві майстри |
| 6    | 1109          | Братська могила радянських воїнів                                                                    | с. Великий Чернятин  | 1959               | Львівська КСФ   |
| 7    | 1131          | Пам'ятний знак на честь воїнів-односельчан                                                           | с. Великі Мацевичі   | 1966               | Львівська КСФ   |
| 8    | 1110          | Братська могила радянських воїнів                                                                    | с. Вербородинці      | 1956               | Львівська КСФ   |
| 9    | 1132          | Братська могила радянських воїнів                                                                    | с. Верхняки          | 1953               | Львівська КСФ   |
| 10   | 1111          | Меморіальний комплекс: Братська могила радянських воїнів Пам'ятний знак на честь воїнів-односельчан  | с. Веснянка          | 1958 1985          | Львівська КСФ   |
| 11   | 1133          | Пам'ятний знак на честь воїнів-односельчан                                                           | с. Вишнопіль         | 1967               | Львівська КСФ   |
| 12   | 1998          | Меморіальний комплекс: Могила радянського воїна Пам'ятний знак на честь воїнів-односельчан           | с. Волиця-Керекешина | 1970               | Львівська КСФ   |
| 13   | 1134          | Пам'ятний знак на честь воїнів-односельчан                                                           | с. Воронківці        | 1966               | місцеві майстри |
| 14   | 1135          | Пам'ятний знак на честь воїнів-односельчан                                                           | с. Гнатки            | 1970               | Львівська КСФ   |
| 15   | 1136          | Пам'ятний знак на честь воїнів-односельчан                                                           | с. Грибенинка        | 1967               | місцеві майстри |
| 16   | 1137          | Пам'ятний знак на честь воїнів-односельчан                                                           | с. Григорівка        | 1967               | Львівська КСФ   |
| 17   | 1112          | Братська могила радянських воїнів                                                                    | с. Григорівка        | 1967               | Львівська КСФ   |
| 18   | 1138          | Пам'ятний знак на честь воїнів-односельчан                                                           | с. Громівка          | 1968               | Львівська КСФ   |
| 19   | 1139          | Пам'ятний знак на честь воїнів-односельчан                                                           | с. Губин             | 1966               | місцеві майстри |
| 20   | 1113          | Братська могила радянських воїнів                                                                    | с. Демківці          | 1968               | Львівська КСФ   |
| 21   | 1140          | Пам'ятний знак на честь воїнів-односельчан                                                           | с. Деркачі           | 1967               | місцеві майстри |
| 22   | 1141          | Пам'ятний знак на честь воїнів-односельчан                                                           | с. Драчі             | 1968               | Львівська КСФ   |
| 23   | 1142          | Пам'ятний знак на честь воїнів-односельчан                                                           | с. Ємці              | 1967               | місцеві майстри |
| 24   | 1179          | Пам'ятний знак на честь воїнів-односельчан                                                           | с. Загірне           | 1967               | Львівська КСФ   |
| 25   | 2000          | Пам'ятний знак на честь воїнів-односельчан                                                           | с. Зеленці           | 1976               | Львівська КСФ   |
| 26   | 1144          | Пам'ятний знак на честь воїнів-односельчан                                                           | с. Ілляшівка         | 1967               | Житомирська КСФ |
| 27   | 1145          | Пам'ятний знак на честь воїнів-односельчан                                                           | с. Іршики            | 1966               | Львівська КСФ   |
| 28   | 1146          | Пам'ятний знак на честь воїнів-односельчан                                                           | с. Йосипівка         | 1957 заміна        | місцеві майстри |
| 29   | 1147          | Пам'ятний знак на честь воїнів-односельчан                                                           | с. Калинівка         | 1957 заміна        | місцеві майстри |
| 30   | 1148          | Пам'ятний знак на честь воїнів-односельчан                                                           | с. Капустин          | 1967               | місцеві майстри |
| 31   | 1149          | Меморіальний комплекс: Пам'ятний знак на честь воїнів-односельчан, Братська могила радянських воїнів | с. Киселі            | 1969               | Львівська КСФ   |
| 32   | 1150          | Пам'ятний знак на честь воїнів-односельчан                                                           | с. Коржівка          | 1966 реконструкція | -               |
| 33   | 1151          | Пам'ятний знак на честь воїнів-односельчан                                                           | с. Ладиги            | 1965               | Львівська КСФ   |
| 34   | 1152          | Пам'ятний знак на честь воїнів-односельчан                                                           | с. Лажева            | 1967 заміна        | Львівська КСФ   |
| 35   | 1182          | Пам'ятник першим механізаторам                                                                       | с. Левківка          | 1968               | місцеві майстри |
| 36   | 1153          | Пам'ятний знак на честь воїнів-односельчан                                                           | с. Левківка          | 1965               | Львівська КСФ   |
| 37   | 1154          | Пам'ятний знак на честь воїнів-односельчан                                                           | с. Малишівка         | 1967 заміна        | місцеві майстри |
| 38   | 1155          | Пам'ятний знак на честь воїнів-односельчан                                                           | с. Мартинівка        | 1968               | Львівська КСФ   |
| 39   | 1156          | Пам'ятний знак на честь воїнів-односельчан                                                           | с. Махаринці         | 1966 заміна        | місцеві майстри |
| 40   | 1114          | Братська могила радянських воїнів                                                                    | с. Миролюбне         | 1956               | Львівська КСФ   |
| 41   | 1157          | Пам'ятний знак на честь воїнів-односельчан                                                           | с. Морозівка         | 1967               | місцеві майстри |
| 42   | 1158          | Пам'ятний знак на честь воїнів-односельчан                                                           | с. Немиринці         | 1967               | місцеві майстри |
| 43   | 1159          | Пам'ятний знак на честь воїнів-односельчан                                                           | с. Огіївці           | 1970               | Львівська КСФ   |
| 44   | 2067          | Пам'ятний знак на честь радянських воїнів, які тримали оборону села                                  | с. Пашківці          | 1985               | місцеві майстри |
| 45   | 1160          | Пам'ятний знак на честь воїнів-односельчан                                                           | с. Пашківці          | 1967               | місцеві майстри |
| 46   | 1161          | Пам'ятний знак на честь воїнів-односельчан                                                           | с. Пеньки            | 1969               | Львівська КСФ   |
| 47   | 1115          | Братська могила радянських воїнів                                                                    | с. Підгірне          | 1953               | Львівська КСФ   |
| 48   | 1162          | Пам'ятний знак на честь воїнів-односельчан                                                           | с. Попівці           | 1967               | місцеві майстри |
| 49   | 1163          | Пам'ятний знак на честь воїнів-односельчан                                                           | с. Райки             | 1967               | Львівська КСФ   |
| 50   | 1164          | Пам'ятний знак на честь воїнів-односельчан                                                           | с. Решнівка          | 1970               | Львівська КСФ   |
| 51   | 1116          | Братська могила радянських воїнів                                                                    | с. Решнівка          | 1954               | Львівська КСФ   |
| 52   | 1165          | Пам'ятний знак на честь воїнів-односельчан                                                           | с. Самчики           | 1969               | Львівська КСФ   |
| 53   | 1117          | Братська могила радянських воїнів                                                                    | с. Самчики           | 1953               | Львівська КСФ   |
| 54   | 1166          | Пам'ятний знак на честь воїнів-односельчан                                                           | с. Самчинці          | 1969               | місцеві майстри |
| 55   | 1167          | Пам'ятний знак на честь воїнів-односельчан                                                           | с. Северини          | 1967               | Львівська КСФ   |
| 56   | 1168          | Пам'ятний знак на честь воїнів-односельчан                                                           | с. Семиреньки        | 1965               | місцеві майстри |
| 57   | 1127          | Могила партизана А. С. Луніна                                                                        | с. Семиреньки        | 1947               | місцеві майстри |
| 58   | 1169          | Пам'ятний знак на честь воїнів-односельчан                                                           | с. Сербинівка        | 1957               | місцеві майстри |
| 59   | 1889          | Пам'ятний знак на честь воїнів-односельчан                                                           | с. Сковородки        | 1971               | Львівська КСФ   |
| 60   | 1118          | Братська могила радянських воїнів                                                                    | с. Сковородки        | 1952               | Львівська КСФ   |
| 61   | 1170          | Пам'ятний знак на честь воїнів-односельчан                                                           | с. Старий Остропіль  | 1962               | Львівська КСФ   |
| 62   | 1125          | Братська могила радянських воїнів                                                                    | с. Старий Остропіль  | 1959               | Львівська КСФ   |
| 63   | 1999          | Пам'ятний знак на честь воїнів-односельчан                                                           | с. Стецьки           | 1968 заміна        | місцеві майстри |
| 64   | 1172          | Пам'ятний знак на честь воїнів-односельчан                                                           | с. Хижники           | 1967 заміна        | місцеві майстри |
| 65   | 1173          | Пам'ятний знак на честь воїнів-односельчан                                                           | с. Чорна             | 1968 заміна        | місцеві майстри |
| 66   | 1174          | Пам'ятний знак на честь воїнів-односельчан                                                           | с. Яремичі           | 1967 заміна        | місцеві майстри |
|      |               | |                      |                    |                 |